# Yolandi Visser
Yolandi Visser, alternativní zápis ¥o-Landi Vi$$er, rozená Anri du Toit (* 1984) je jihoafrická zpěvačka/rapperka.

## Diskografie
Max Normal
- 2001: Songs From The Mall

The Constructus Corporation
- 2003: The Ziggurat

MaxNormal.TV
- 2007: Rap Made Easy
- 2008: Good Morning South Africa

Die Antwoord
- 2009: $O$
- 2010: 5 (EP)
- 2012: Ten$Ion
- 2012: Baby’s on Fire
- 2014: Donker Mag